# Jošanica, Sokobanja
Jošanica (izvirno srbsko Јошаница) je naselje v Srbiji, ki upravno spada pod Občino Sokobanja; slednja pa je del Zaječarskega upravnega okraja.

## Demografija
V naselju živi 759 polnoletnih prebivalcev, pri čemer je njihova povprečna starost 48,9 let (46,1 pri moških in 51,3 pri ženskah). Naselje ima 273 gospodinjstev, pri čemer je povprečno število članov na gospodinjstvo 3,29.
To naselje je, glede na rezultate popisa iz leta 2002, večinoma srbsko.
|  |

| Demografija | Demografija     | Demografija     |
| Leto        | Št. prebivalcev | Št. prebivalcev |
| ----------- | --------------- | --------------- |
|             |                 |                 |
|             |                 |                 |
|             |                 |                 |
|             |                 |                 |
| 1948        | 1587            |                 |
| 1953        | 1573            |                 |
| 1961        | 1588            |                 |
| 1971        | 1654            |                 |
| 1981        | 1595            |                 |
| 1991        | 1422            | 1069            |
| 2002        | 1161            | 898             |
|             |                 |                 |

| Etnična sestava po popisu iz leta 2002 | Etnična sestava po popisu iz leta 2002 | Etnična sestava po popisu iz leta 2002 | Etnična sestava po popisu iz leta 2002 | Etnična sestava po popisu iz leta 2002 |
| -------------------------------------- | -------------------------------------- | -------------------------------------- | -------------------------------------- | -------------------------------------- |
| Srbi                                   | Srbi                                   |                                        | 892                                    | 99,33%                                 |
| Hrvati                                 | Hrvati                                 |                                        | 1                                      | 0,11%                                  |
| Romuni                                 | Romuni                                 |                                        | 1                                      | 0,11%                                  |
| Vlahi                                  | Vlahi                                  |                                        | 1                                      | 0,11%                                  |
| Neznano                                | Neznano                                |                                        | 0                                      | 0,0%                                   |